# Stalin y Voroshilov en el Kremlin
Stalin y Voroshílov en el Kremlin (del ruso: И. В. Сталин и К. Е. Ворошилов в Кремле) es un cuadro pintado por el artista soviético Aleksandr Guerásimov. La obra muestra al líder soviético Iósif Stalin y a su ministro de defensa Kliment Voroshílov caminando cerca del Kremlin de Moscú. Desde 1941, el cuadro está en la exposición de la Galería Tretyakov de Moscú.
Las réplicas de este cuadro eran muy comunes durante la época estalinista, pues se fabricaban para las instituciones del gobierno. Jan Plamper, un profesor alemán especializado en historia rusa, lo describe como una muestra importante del realismo socialista y culto a la personalidad en el arte.